# Маврикий на летних Олимпийских играх 2016
Маврикий на летних Олимпийских играх 2016 года был представлен в восьми видах спорта.

## Состав сборной
Бадминтон
1. Кейт Фу Кьюн

 Бокс
1. Мервен Клэр
2. Кеннеди Сен-Пьерр

 Дзюдо
1. Кристиан Леджентил

 Лёгкая атлетика
1. Дэвид Карвер
2. Джонатан Драк
3. Орели Алсиндор

 Плавание
1. Брэдли Винсент
2. Хизер Арсет

 Триатлон
1. Фабьен Сан-Луи

 Тяжёлая атлетика
1. Роиля Ранаивосоа

## Результаты соревнований

### Бадминтон
Одиночный разряд
| Соревнование | Спортсмены   | Групповой этап | Групповой этап | Групповой этап | 1/8 финала | 1/4 финала | 1/2 финала | Финал | Итоговое место |
| Соревнование | Спортсмены   | 1 матч         | 2 матч         | Место          | 1/8 финала | 1/4 финала | 1/2 финала | Финал | Итоговое место |
| ------------ | ------------ | -------------- | -------------- | -------------- | ---------- | ---------- | ---------- | ----- | -------------- |
| женщины      | Кейт Фу Кьюн | Группа         | Группа         | Группа         |            |            |            |       |                |
| женщины      | Кейт Фу Кьюн |                |                |                |            |            |            |       |                |

### Бокс
Квоты, завоёванные спортсменами являются именными. Если от одной страны путёвки на Игры завоюют два и более спортсмена, то право выбора боксёра предоставляется национальному Олимпийскому комитету. Соревнования по боксу проходят по системе плей-офф. Для победы в олимпийском турнире боксёру необходимо одержать либо четыре, либо пять побед в зависимости от жеребьёвки соревнований. Оба спортсмена, проигравшие в полуфинальных поединках, становятся обладателями бронзовых наград.
Мужчины
| Категория | Спортсмены           | Первый раунд               | Второй раунд          | Четвертьфинал        | Полуфинал            | Финал                | Место                |
| Категория | Спортсмены           | Соперник Результат         | Соперник Результат    | Соперник Результат   | Соперник Результат   | Соперник Результат   | Место                |
| --------- | -------------------- | -------------------------- | --------------------- | -------------------- | -------------------- | -------------------- | -------------------- |
| до 75 кг  | Мервен Клэр          | EGYХ. Бакр Абдин (6) П 0:3 | завершил выступление  | завершил выступление | завершил выступление | завершил выступление | завершил выступление |
| до 91 кг  | Кеннеди Сен-Пьер (6) | не участвовал              | ALGШ. Булудинат В 2:1 | KAZВ. Левит П 0:3    | завершил выступление | завершил выступление | завершил выступление |

### Велоспорт

#### Маунтинбайк
Мужчины
Маврикий завоевал олимпийскую лицензию по итогам чемпионата Африки 2015 года, но незадолго до начала Олимпийских игр отказался от неё.

### Водные виды спорта

#### Плавание
В следующий раунд на каждой дистанции проходят спортсмены, показавшие лучший результат, независимо от места, занятого в своём заплыве.
Мужчины
| Дистанция                 | Спортсмены     | Предварительный раунд | Предварительный раунд | Предварительный раунд | Полуфинал            | Полуфинал            | Полуфинал            | Финал                | Финал                |
| Дистанция                 | Спортсмены     | Заплыв                | Результат             | Место                 | Заплыв               | Результат            | Место                | Результат            | Место                |
| ------------------------- | -------------- | --------------------- | --------------------- | --------------------- | -------------------- | -------------------- | -------------------- | -------------------- | -------------------- |
| 100 метров вольным стилем | Брэдли Винсент | 3                     | 50,89                 | 49                    | завершил выступление | завершил выступление | завершил выступление | завершил выступление | завершил выступление |

Женщины
| Дистанция                 | Спортсмены  | Предварительный раунд | Предварительный раунд | Предварительный раунд | Полуфинал             | Полуфинал             | Полуфинал             | Финал                 | Финал                 |
| Дистанция                 | Спортсмены  | Заплыв                | Результат             | Место                 | Заплыв                | Результат             | Место                 | Результат             | Место                 |
| ------------------------- | ----------- | --------------------- | --------------------- | --------------------- | --------------------- | --------------------- | --------------------- | --------------------- | --------------------- |
| 100 метров вольным стилем | Хизер Арсет | 2                     | 58,89                 | 37                    | завершила выступление | завершила выступление | завершила выступление | завершила выступление | завершила выступление |

### Дзюдо
Соревнования по дзюдо проводились по системе с выбыванием. В утешительные раунды попадали спортсмены, проигравшие полуфиналистам турнира. Два спортсмена, одержавших победу в утешительном раунде, в поединке за бронзу сражались с дзюдоистами, проигравшими в полуфинале.
Женщины
| Категория | Спортсмены         | 1/16 финала           | 1/8 финала           | Четвертьфинал                 | Полуфинал                | Финал                 | Место |
| Категория | Спортсмены         | Соперник Результат    | Соперник Результат   | Соперник Результат            | Соперник Результат       | Соперник Результат    | Место |
| --------- | ------------------ | --------------------- | -------------------- | ----------------------------- | ------------------------ | --------------------- | ----- |
| до 52 кг  | Кристиан Леджентил | KSAД. Фахми В 100:000 | ISRГ. Коэн В 001:000 | KOSМ. Кельменди П 000s3:000s1 | Утешительный турнир      | Утешительный турнир   | 7     |
| до 52 кг  | Кристиан Леджентил | KSAД. Фахми В 100:000 | ISRГ. Коэн В 001:000 | KOSМ. Кельменди П 000s3:000s1 | RUSН. Кузютина П 000:100 | завершила выступление | 7     |

### Лёгкая атлетика
Мужчины
Шоссейные дисциплины
| Дисциплина | Спортсмен    | Время | Место | Отставание |
| ---------- | ------------ | ----- | ----- | ---------- |
| марафон    | Дэвид Карвер |       |       |            |

Технические дисциплины
| Дисциплина     | Спортсмен     | Квалификация | Квалификация | Финал     | Финал |
| Дисциплина     | Спортсмен     | Результат    | Место        | Результат | Место |
| -------------- | ------------- | ------------ | ------------ | --------- | ----- |
| тройной прыжок | Джонатан Драк |              |              |           |       |

Женщины
 Беговые дисциплины
| Дисциплина        | Спортсмен      | Предварительный раунд | Предварительный раунд | Предварительный раунд | Четвертьфиналы | Четвертьфиналы | Четвертьфиналы | Полуфиналы | Полуфиналы | Полуфиналы | Финал | Финал |
| Дисциплина        | Спортсмен      | Забег                 | Время                 | Место                 | Забег          | Время          | Место          | Забег      | Время      | Место      | Время | Место |
| ----------------- | -------------- | --------------------- | --------------------- | --------------------- | -------------- | -------------- | -------------- | ---------- | ---------- | ---------- | ----- | ----- |
| бег на 200 метров | Орели Алсиндор |                       |                       |                       | не проводится  | не проводится  | не проводится  |            |            |            |       |       |

### Триатлон
Соревнования по триатлону пройдут на территории форта Копакабана. Дистанция состоит из 3-х этапов — плавание (1,5 км), велоспорт (43 км), бег (10 км).
Женщины
| Соревнование              | Спортсмены     | Плавание | Смена | Велоспорт | Смена | Бег | Итоговое время | Место | Отставание |
| ------------------------- | -------------- | -------- | ----- | --------- | ----- | --- | -------------- | ----- | ---------- |
| индивидуальное первенство | Фабьен Сан-Луи |          |       |           |       |     |                |       |            |

### Тяжёлая атлетика
Каждый НОК самостоятельно выбирает категорию в которой выступит её тяжелоатлет. В рамках соревнований проводятся два упражнения — рывок и толчок. В каждом из упражнений спортсмену даётся 3 попытки. Победитель определяется по сумме двух упражнений. При равенстве результатов победа присуждается спортсмену, с меньшим собственным весом.
Женщины
| Категория | Спортсмены       | Вес   | Рывок | Рывок | Рывок | Толчок | Толчок | Толчок | Всего | Место |
| Категория | Спортсмены       | Вес   | 1     | 2     | 3     | 1      | 2      | 3      | Всего | Место |
| --------- | ---------------- | ----- | ----- | ----- | ----- | ------ | ------ | ------ | ----- | ----- |
| до 48 кг  | Роиля Ранаивосоа | 47,90 | 73    | 78    | 80    | 93     | 98     | 100    | 173   | 9     |